# Égliseneuve-d'Entraigues

Égliseneuve-d'Entraigues este o comună în departamentul Puy-de-Dôme, Franța. În 1 ianuarie 2022 avea o populație de 328 de locuitori.